# Mirosternus rufescens
Mirosternus rufescens är en skalbaggsart som beskrevs av Perkins 1910. Mirosternus rufescens ingår i släktet Mirosternus och familjen trägnagare. Inga underarter finns listade i Catalogue of Life.